# Wikariat Mirabella
Wikariat Mirabella – jeden z 6 wikariatów rzymskokatolickiej diecezji Avellino we Włoszech. 
Według stanu na wrzesień 2017 w skład wikariatu Mirabella wchodziło 10 parafii rzymskokatolickich. 

## Lista parafii
Źródło:
| Lp. | Miejscowość          | Parafia                                        | Grafika | Kościół                                                            | Adres                 | Proboszcz                      |
| --- | -------------------- | ---------------------------------------------- | ------- | ------------------------------------------------------------------ | --------------------- | ------------------------------ |
| 1   | Taurasi              | Parafia św. Marcji                             |         | Kościół św. Marcji w Taurasi                                       | Piazza Duomo, 8       | b.d.                           |
| 2   | San Mango sul Calore | Parafia św. Małgorzaty                         |         | Kościół św. Małgorzaty w San Mango sul Calore                      | Fraz. Poppano         | Sac. Silvio Pacilio            |
| 3   | San Mango sul Calore | Parafia Najświętszej Maryi Panny Anielskiej    |         | Kościół Najświętszej Maryi Panny Anielskiej w San Mango sul Calore | Piazza S. Teodoro     | Sac. Rocco Salierno            |
| 4   | Mirabella Eclano     | Parafia Najświętszej Maryi Panny z góry Karmel |         | Kościół Najświętszej Maryi Panny z góry Karmel w Mirabella Eclano  | Calore                | Sac. Corrado Penta             |
| 5   | Mirabella Eclano     | Parafia Matki Bożej Większej                   |         | Kościół Matki Bożej Większej w Mirabella Eclano                    | Via Eclano            | Sac. Remigio Spiniello         |
| 6   | Luogosano            | Parafia Matki Bożej Większej i św. Marcelina   |         | Kościół Matki Bożej Większej i św. Marcelina w Luogosano           | Piazza Giovanni XXIII | Sac. Nicolino Di Stasio        |
| 7   | Sant’Angelo all’Esca | Parafia św. Michała Archanioła                 |         | Kościół św. Michała Archanioła w Sant’Angelo all’Esca              | Piazza S. Michele     | Sac. Ciriaco Rabattino Vozella |
| 8   | Paternopoli          | Parafia św. Mikołaja z Bari                    |         | Katedra św. Mikołaja z Bari w Paternopoli                          | Viale del Santuario   | Sac. Rocco Salierno            |
| 9   | Fontanarosa          | Parafia Matki Bożej Większej                   |         | Kościół Matki Bożej Większej w Fontanarosa                         | Piazza Cristo Re      | Sac. Pasquale Iannuzzo         |
| 10  | Mirabella Eclano     | Parafia Najświętszego Różańca Pompejańskiego   |         | Kościół Najświętszego Różańca Pompejańskiego w Mirabella Eclano    | Passo Eclano          | Sac. Pasquale Iannuzzo         |